# Independent Liberal Party
Independent Liberal Party var en liten politisk gruppering som bildades i Storbritannien 1931 under ledning av den tidigare partiledaren för Liberal Party, David Lloyd George, som vägrade samarbeta med vare sig de liberaler som gick med i den brittiska nationella regeringen eller det officiella liberala partiet, som var i opposition. Partiet fortsatte att existera till och med valet 1935.